# Mariano Jabonero
Mariano Jabonero (San Martín de Valdeiglesias, Madrid, 22 de junio de 1953) es un pedagogo español experto en política de cooperación educativa, cultural y científica en Iberoamérica. Es secretario general de la Organización de Estados Iberoamericanos para la Educación, la Ciencia y la Cultura (OEI) desde 2018. Ha desempeñado diversos puestos, tanto técnicos como de alta dirección en el Ministerio de Educación español y en el sector de la cooperación internacional.
Desde 1988 ha trabajado en prácticamente todos los países iberoamericanos y residido en varios de ellos como consultor de organismos como Unesco, PNUD, OEA y OEI.  

## Trayectoria Profesional
Es licenciado en Filosofía y en Ciencias de la Educación por la Universidad Complutense de Madrid. Entre 2016 y 2018 fue director de Educación de la Fundación Santillana. En el ámbito docente, fue profesor en la Facultad de Educación de la Universidad Complutense, así como autor de numerosos artículos, conferencias y textos, especialmente referidos a la educación y al desarrollo social de Iberoamérica.
A su paso por el Ministerio de Educación de España promovió la creación de la Revista Española de Educación a Distancia y el programa multimedia de enseñanza del inglés “That´s English”, una producción conjunta del ministerio, la televisión británica BBC y la televisión pública española TVE, con el apoyo financiero de Argentaria (hoy BBVA).

## Secretario General de la OEI
Fue elegido secretario general de la Organización de Estados Iberoamericanos (OEI), durante la XIII Asamblea General de este organismo que se llevó a cabo en México en 2018. Como secretario general de la OEI ha orientado su actividad a favor de políticas educativas que promuevan la equidad y la inclusión social de jóvenes y adultos, tanto a través de modalidades educativas presenciales como a distancia. También ha defendido el reconocimiento de Madrid como «capital iberoamericana».
En la última Asamblea General, fue reelegido por unanimidad para continuar con el cargo durante otros cuatro años.  
Bajo su mandato, la Organización de Estados Iberoamericanos fue nombrada organismo observador de la Asamblea General de las Naciones Unidas y fue reconocida con el Premio Princesa de Asturias de Cooperación Internacional en 2024.

## Premios y condecoraciones
- Le han sido concedidas diferentes distinciones en países de América Latina y en España, entre ellos, la Orden de Alfonso X El Sabio en 1996.
- En 2021 fue nombrado Doctor Honoris Causa por la Universidad Nacional Abierta y a Distancia (UNAD) de Colombia.[7]
- En 2022 recibió la Medalla Honorífica de la Universidad de Alcalá de Henares por su labor en el ámbito de docencia e investigación.
- En 2024 recibió el Máster de Oro del Real Fórum de Alta Dirección de España.